# Хайнц Хитлер
Хайнц Хитлер (на немски: Heinz Hitler) е племенник на германския нацистки лидер Адолф Хитлер.
Когато започва Втората световна война, се присъединява към Вермахта и служи на Източния фронт, където е заловен и умира в затвора през 1942 г.

## Биография
Син е на Алоис Хитлер младши и втората му съпруга Хедвиг Хайдеман. Учи в елитна военна академия, Национален политически институт по образование (Напола) в Баленщад, Саксония-Анхалт.
Бившият му съученик Ханс-Волф Вернер описва как Хайнц се възползва от семейната си връзка с Адолф Хитлер:
„Едно от момчетата имаше кола. Караха из Магдебург без документи. Полицията ги спря и, когато той показа личния си документ на Хайнц Хитлер, полицията просто ги поздрави и ги остави да карат (смее се).“
Стремейки се да бъде офицер, той постъпва във Вермахта в 23-тия полски артилерийски полк през 1941 г. и участва в Операция Барбароса за нахлуване в Съветския съюз. На 10 януари 1942 г. му е наредено да събира радиосъоръжения от армейски пост. Заловен е от съветските сили и измъчван до смърт във военния затвор Бутирка в Москва.